# Bataille de Chester Station
Guerre de Sécession
Batailles
- Port Walthall Junction
- Swift Creek
- Chester Station
- Proctor's Creek
- Ware Bottom Church

La bataille de Chester Station se déroule le 10 mai 1864, entre les forces de l'Union et confédérées au cours de la guerre de Sécession. Les confédérés attaquent une partie des forces de Benjamin Butler.

## Contexte
L'action à Chester Station est une bataille relativement mineure de la campagne de Bermuda Hundred et se termine de manière indécisive. Elle commence comme une expédition de l'Union contre le chemin de fer de Richmond et Petersburg. L'objet est de détruire la voie ferrée afin de couper la ligne de communication. Elle est accueillie par une reconnaissance en force de deux brigades confédérées du major-général Robert Ransom, qui attaquent au sud de Drewry's Bluff près de Winfree House. Les deux parties combattent vaillamment et farouchement y compris au corps à corps.

## Bataille
Lorsque les troupes fédérales (Union) atteignent le voisinage de la Chester Station, elles sont divisées en deux ailes. L'aile gauche, commandée par le commandant O. S. Sanford du 7th Connecticut Infantry, se déplace vers le haut du chemin de fer vers  Chester Station, où le 6th Connecticut Infantry est engagé pour mettre en pièces les voies, et y reste pendant environ une heure, lorsque les ordres viennent pour rejoindre l'autre colonne sur la route à péage en dessous. Ici, l'aile droite, commandée par le colonel C. J. Dobbs du 13th Indiana Infantry, rencontre une force confédérée trop grande pour l'enlever, et Dobbs envoie chercher des renforts. 
Dans l'intervalle, il forme la ligne de bataille avec son propre régiment sur la gauche, le 169th New York Infantry sur la droite, une section de la 1st Connecticut Light Artillery Battery en avant, appuyée par un détachement du 67th Ohio Infantry, et attend l'assaut. Les confédérés, avec de l'infanterie, de la cavalerie et de l'artillerie, avancent, et quand ils sont à portée utile, Dobbs donne l'ordre d'ouvrir le feu. Une énorme salve de toute sa ligne stoppe l'avancée confédérée, et une deuxième les met dans la confusion, les contraignant à la retraite pour reformer leurs lignes. 
À ce stade Sanford arrive avec l'aile gauche et se met en position avec le 6th Connecticut Infantry sur la droite de la route et le 7th sur la gauche, en soutien à l'avancée des lignes. Deux compagnies du 7th Connecticut Infantry sont envoyées à l'appui d'une batterie, et le reste du régiment se déplace vers le haut de la colline, et ouvre le feu sur la gauche des confédérés, les repoussant dans la forêt. L'un des canons de la 4th New Jersey battery est abandonnée par les hommes, et un effort pour capturer cette pièce morceau est contrarié par ce régiment, Sanford envoyant le lieutenant Barker avec la compagnie K pour rapporter le canon, ce qu'il fait face à un feu exaspérant. 
Le 7th New Hampshire Infantry arrive et se met en position au moment même où les confédérés progressent de nouveau, ayant été renforcés, et encore, ils parviennent à portée utile, quand ils sont accueillis par un feu meurtrier de l'artillerie et de l'infanterie. Cela scelle la lutte. Après un effort vain pour rallier les rangs brisés, les officiers confédérés abandonnent la tentative et recherchent le couvert des bois. Le général A. H. Terry, commandant la 1st division du 10th corps, arrive sur le champ après le début de l'action, et au cours de la dernière partie de l'engagement dirige les mouvements des troupes de l'Union.

« Pour ajouter à ces difficultés, les bois étaient en feu tôt au cours de l'action, et la fumée et les flammes venant dans nos lignes nous aveuglaient et dérangeaient la précision des mouvements. »

— Brigadier général Seth Barton C.S.A.

## Conséquences
Le général Terry rapporte les pertes de l'Union comme étant de 280 tués, blessés et disparus, et estime que les confédérés ont subi au moins deux fois ce nombre, environ 50 prisonniers restant dans les mains des fédéraux.
Le retour des victimes de la brigade de Barton montre un total de 249 tués, blessés et disparus, y compris la perte d'un commandant de l'un de ses régiments, le lieutenant colonel Joseph R. Cabell du 38th Virginia Infantry.
Deux brigades confédérées font face à un régiment de l'Ohio, qui est repoussé, malgré l'arrivée des renforts de la brigade de Drake. Les succès confédérés, alors qu'ils ont la supériorité numérique, y compris la capture d'un canon (qui est récupéré par les forces de l'Union), s'arrêtent lorsque la brigade de Hawley arrive sur le terrain. Les renforts de l'Union croissant commencent à les dépasser en nombre, et ils sont obligés de se retirer vers Drewry's Bluff, alors que dans le même temps, les fédéraux se retirent vers l'est en direction de Bermuda Hundred. Le résultat est un match nul avec les deux parties qui ne se sont pas rendues, n'ont pas été vaincues, ou gagné du terrain. Les forces de l'Union réussissent à détruire certaines voies ferrées, et les forces confédérées réussissent à les empêcher de faire plus de dommages. Le major général Ransom relève le brigadier général Barton de son commandement, et le colonel Voris est breveté brigadier-général pour service méritoire.

## Ordre de bataille

### Forces de l'Union
Département de la Virginie et de la Caroline du Nord
 Major général Benjamin F. Butler
 Major général Quincy A. Gillimore, le commandant du Xe corps
| Division                                                      | Brigade                                                        | Régiments et autres |
| ------------------------------------------------------------- | -------------------------------------------------------------- | --- |
| Première division, Xe corps Brigadier général Alfred H. Terry | Première brigade                                               | - 67th Ohio Infantry : Colonel Alvin C. Voris - 1st Connecticut Battery, Light Artillery : Capitaine Alfred P. Rockwell                                                                                    |
| Première division, Xe corps Brigadier général Alfred H. Terry | Deuxième brigade Colonel Joseph R. Hawley                      | - 6th Connecticut Infantry : Colonel Redfield Duryee - 7th Connecticut Infantry : Commandant Oliver S. Sanford - 7th New Hampshire Infantry : Lieutenant colonel Thomas A. Henderson                       |
| Première division, XVIII corps                                | Première brigade Colonel Jeremiah C. Drake                     | - 13th Indiana Infantry : Colonel Cyrus J. Dobbs - 112th New York Infantry - 169th New York Infantry : Colonel John McConihe - 4th New Jersey Battery, Light Artillery : Premier lieutenant John H. George |
| Cavalerie                                                     | - 2nd U.S. Colored Cavalry (démontée) : Colonel George W. Cole | |

### Forces confédérées
Département de la Caroline du Nord et de la Virginie du Sud
 Général P. G. T. Beauregard
 Major général Robert Ransom, commandant le département de Richmond
| Brigade                                               | Regiments and Others |
| ----------------------------------------------------- | --- |
| Brigade de Barton Brigadier général Seth M. Barton    | - 9th Virginia Infantry: Colonel James J. Phillips - 14th Virginia Infantry: Colonel William White - 38th Virginia Infantry: Lieutenant-colonel Joseph R. Cabell (†), Capitaine George K. Griggs - 53rd Virginia Infantry: Colonel William R. Aylett - 57th Virginia Infantry: Lieutenant-colonel W.H. Ramsey |
| Brigade de Gracie, Brigadier général Archibald Gracie | - 41st Alabama Infantry - 43d Alabama Infantry - 59th Alabama Infantry - 60th Alabama Infantry |